# Karl Köppen (Politiker)
Karl Albert Eduard Köppen (* 9. April 1888 in Hamburg; † 4. Februar 1936 ebenda) war ein deutscher Politiker der KPD und Abgeordneter der Hamburgischen Bürgerschaft. 

## Leben
Köppen wurde als Sohn einer sozialdemokratischen Funktionärsfamilie geboren und war 1905 einer der Mitbegründer der Sozialistischen Jugend in Hamburg. Ein Jahr später wurde er Mitglied der SPD. Bis zum Ausbruch des Ersten Weltkriegs arbeitete er als Transportarbeiter im Hamburger Hafen. Im späteren Verlauf seines Lebens stieg er im Hafen bis zum Getreidekontrolleur auf. Im Laufe seines Fronteinsatzes im Rahmen des Weltkriegs würde Köppen mehrmalig verletzt und 1918 an der Ostfront als Vizefeldwebel zusammen mit seiner Einheit der Meuterei angeklagt. Köppen wurde aufgrund dieser bis Kriegsende in Hamburg inhaftiert. Mit dem Ausbruch der Novemberrevolution wurde er Mitglied des Hamburger Soldatenrates und des Ausschusses des Hamburger Arbeiter- und Soldatenrates.
Im Jahr 1919 trat Köppen von der SPD zur USPD und wiederum ein Jahr später zur VKPD über. 1921 zog er für die KPD in die Hamburgische Bürgerschaft ein. Aufgrund einer Verurteilung wegen einer Schlägerei mit einem Polizeispitzel floh er aus Hamburg. In Suhl aufgegriffen und festgesetzt, wurde er von 5000 Arbeitern wieder befreit. Trotz alledem betrieb er ab 1922 in seiner Geburtsstadt eine Gastwirtschaft. Weil gegen ihm ebenfalls Spitzelvorwürfe vorgebracht wurden, beantragte er gegen sich selbst ein Parteiverfahren mit unbekannten Ausgang. Beim Ausbruch des später niedergeschlagenen Hamburger Aufstandes nahm Köppen an diesem teil und wurde aufgrund dessen Ende 1923 verhaftet und angeklagt. Er wurde daraufhin im gemeinsamen Prozess gegen Hugo Urbahns 1925, der in diesem die volle politische Verantwortung für den Aufstand übernahm, wegen Hochverrats zu fünf Jahren Festungshaft verurteilt. Bereits im Frühjahr 1926 profitierte Köppen von einer Amnestie und kam auf freien Fuß.
Köppen wurde auf dem I. Weltkongress der Internationalen Roten Hilfe in die Vorstandsfunktionen ausübende Exekutive gewählt. Nach Beschuldigungen im Rahmen verschiedener Korruptionsaffären innerhalb der KPD und den Auseinandersetzungen um seine ultralinke Haltung verließ er 1926 die Partei und schied aus der Bürgerschaft 1927 aus. Die Ultralinken innerhalb der KPD um Ruth Fischer, Arkadi Maslow und zeitweise Ernst Thälmann hatten begonnen die sich entwickelnde stalinistische Generallinie der Partei und der Komintern zu kritisieren. Obwohl Köppen seine Verbindungen in die KPD und zu ihrer linken Opposition nach seinem Austritt nicht abreißen ließ, trat er darüber hinaus nicht mehr politisch in Erscheinung.